# Cytheralison tehutui
Cytheralison tehutui är en kräftdjursart som beskrevs av Jellinek och Swanson 2003. Cytheralison tehutui ingår i släktet Cytheralison och familjen Cytheralisonidae. Inga underarter finns listade i Catalogue of Life.